# Мамила

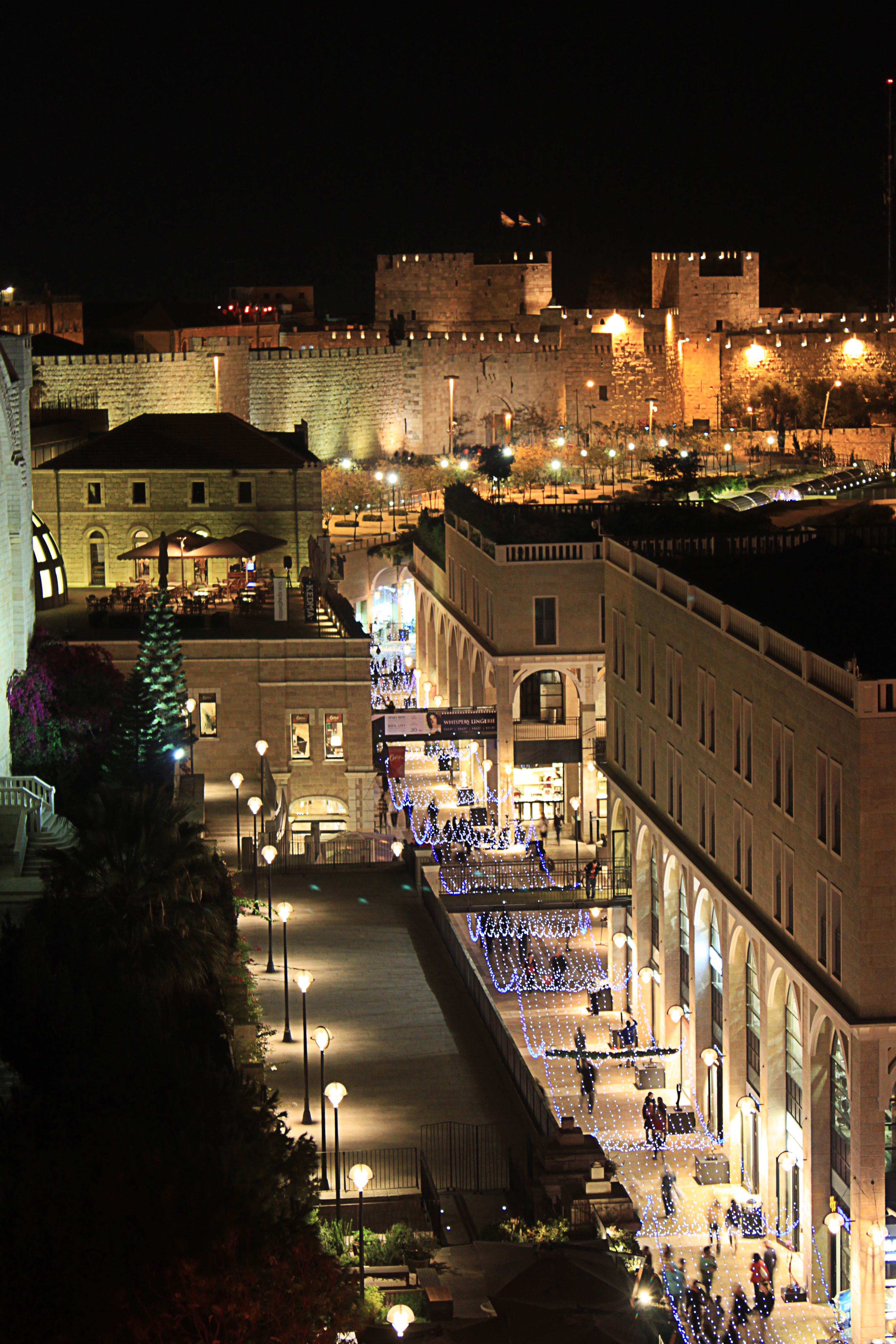
Мамилла Авеню, 2011

Мамила (Мамилла, ивр. ממילא‎) — район Иерусалима, основанный в конце XIX века за пределами Старого города, к западу от Яффских ворот. До 1948 года это был смешанный еврейско-арабский деловой район. Между 1948 и 1967 годами он располагался вдоль линии перемирия между израильским и иорданским секторами города, и многие здания были разрушены в результате обстрела Иорданией. После Шестидневной войны правительство Израиля одобрило проект по обновлению города Мамиллы, распределив земельные участки под жилые и коммерческие зоны, включая отели и офисные помещения. Торговый центр Mamilla Mall открылся в 2007 году.
Название улицы произошло от турецкого слова «бассейн».

## География

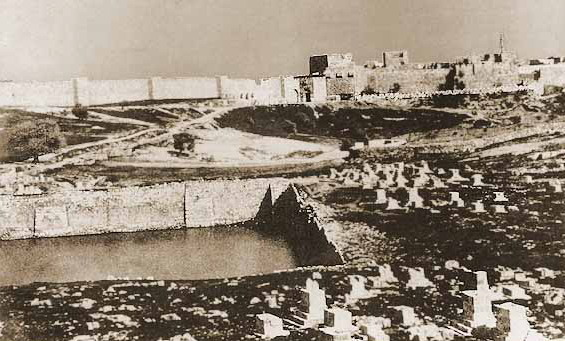
Mamilla Pool, середина XIX века

Район Мамилла расположен в северо-западной части долины Хинном, которая простирается от юго-западного угла Старого города вдоль западной стены города. Этот район ограничен Яффскими воротами и Яффской дорогой на востоке и севере, центром города и районом Рехавия над ним на западе и склоном Емина Моше вдоль его юго-западного края. Общая площадь района составляет 120 дунамов.

## История

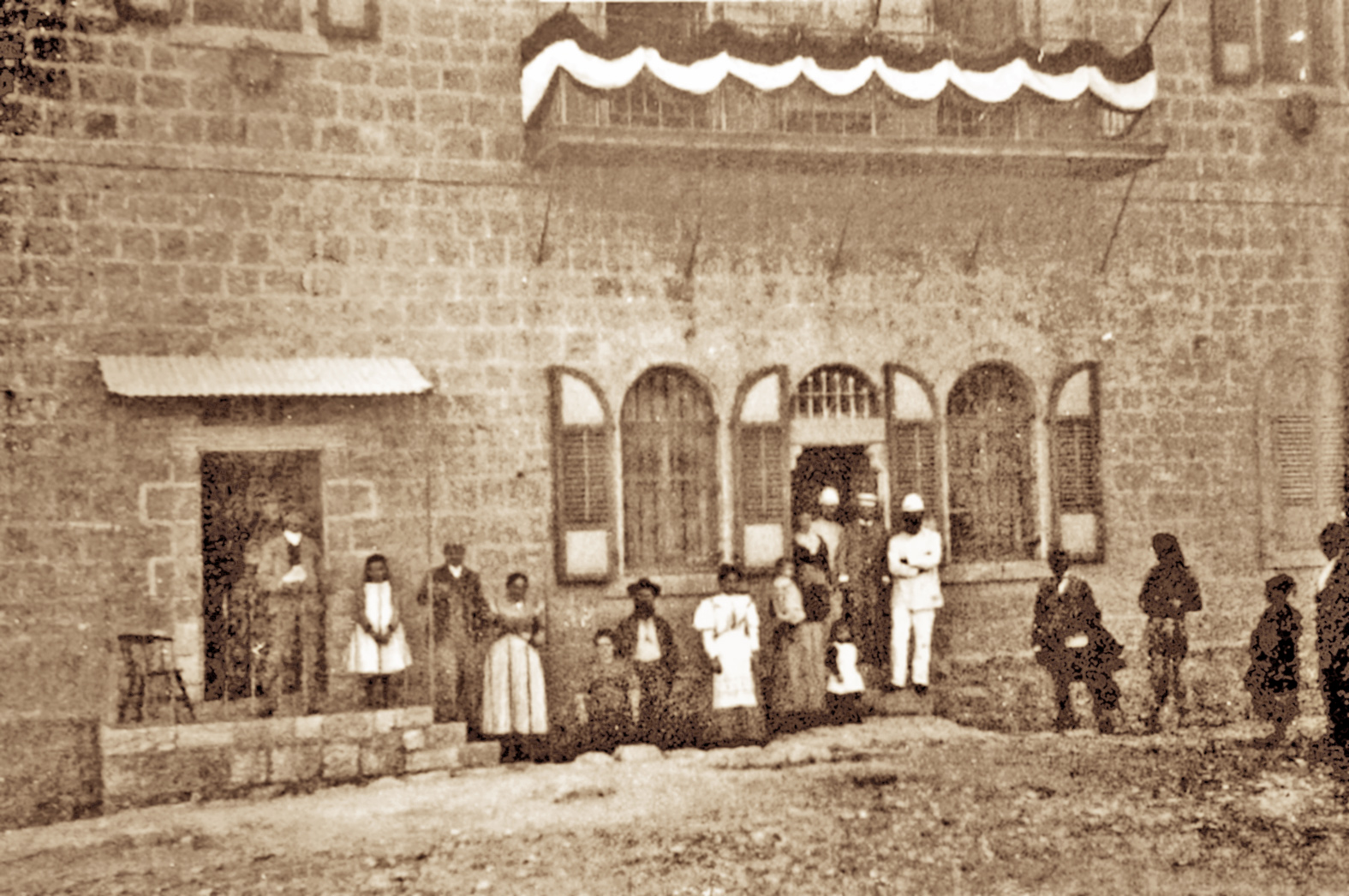
Теодор Герцль возле Дома Стернов, 1898

### Римский период
Ныне сухой «Бассейн (пруд) Мамиллы» вместимостью 30 000 кубометров, вероятно, был построен Иродом Великим. Подземный канал соединял его с бассейном Езекии, расположенным внутри городских стен и в непосредственной близости от королевского дворца Ирода. Известно, что Ирод построил Бассейн Башен (вероятно, идентичный Пруду Езекии) и Пруд Змеи (Биркет-эс-Султан, Бассейн Султана), которые оба питались акведуками, поступающими из Бассейна Мамиллы.

### Византийский период
Резня христиан во время персидского вторжения в 614 года в Мамильском бассейне, приписываемая христианским летописцем еврейской мести после многих лет византийских репрессий, была задокументирована археологической находкой в часовне, содержащей сотни человеческих скелетов городских жителей обоих полов относительно молодого возраста. На месте часовни в настоящее время находится парковка Mamilla Mall.

### Период крестоносцев
Каменные саркофаги периода крестоносцев видны к западу от бассейна Мамиллы среди гробниц исторического кладбища Мамиллы, вероятно, остатков кладбища августинских канонов Церкви Гроба Господня.

### Мамлюкский период
Мавзолей эмира Ала аль-Дина Айдугди ибн Абдаллаха эль-Кубаки, который умер в Иерусалиме в 1289 году, известен как Турбат эль-Кубакия.

### Османский период
В конце XIX века площадь около стен Старого города была бесплодна и неразвита. Оно было значимо только как перекресток будущей улицей Яффо и шоссе в Яффо с дорогой в Хевроне возле Яффских ворот. Среди её первых конструкций был хоспис Сент-Винсент де Поль, часть развивающегося французского квартала. Здание разработано как расширение прилегающих рынков вдоль стен города у Яффских ворот в квартале для торговцев и ремесленников. Он стал домом для торговли и жилых домов, которые не могли найти место в переполненном Старом городе, и некоторые из ярких представителей современного иерусалимского бизнеса, такиь как отель Fast, были построены здесь. В 1908 году в Османской власти возведена часовая башня над воротами Яффы. Англичане сняли её десять лет спустя.

### Британский мандат

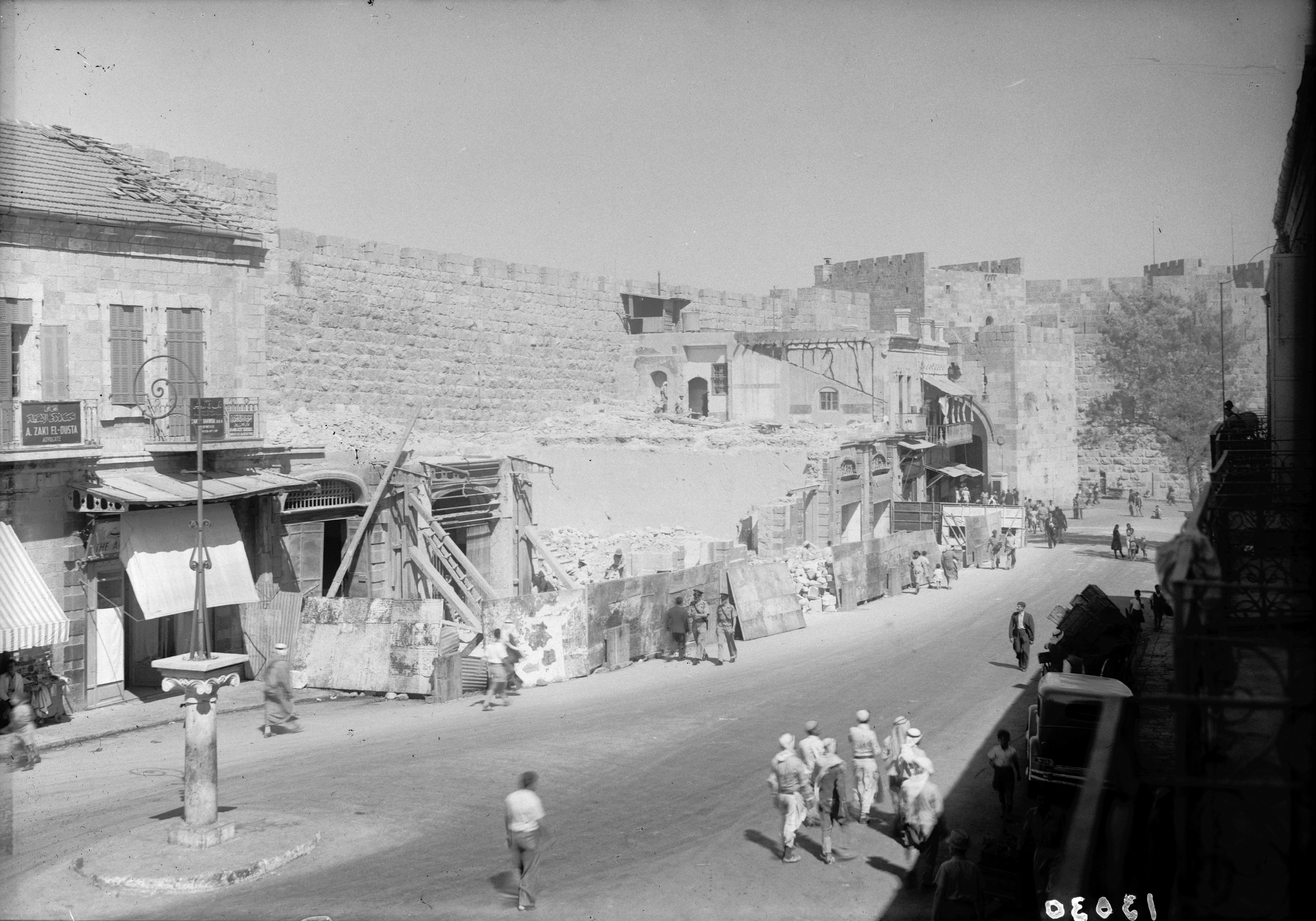
Британский снос зданий вдоль стен Старого города, 1944

Прибытие британцев в Иерусалим ознаменовало философию рационального планирования и развития инфраструктуры. Мандат уважал культурное и историческое наследие, и пытался сохранить его элементы в рамках цветущего строительства современного города. Городские стены были одним из таких элементов, поэтому британские рабочие расчистили киоски по периметру и сохранили открытую зону между стенами и остальной частью Нового города в интересах эстетической привлекательности. Планировщики также разрушили Османскую башню с часами, чтобы сохранить историческую панораму.

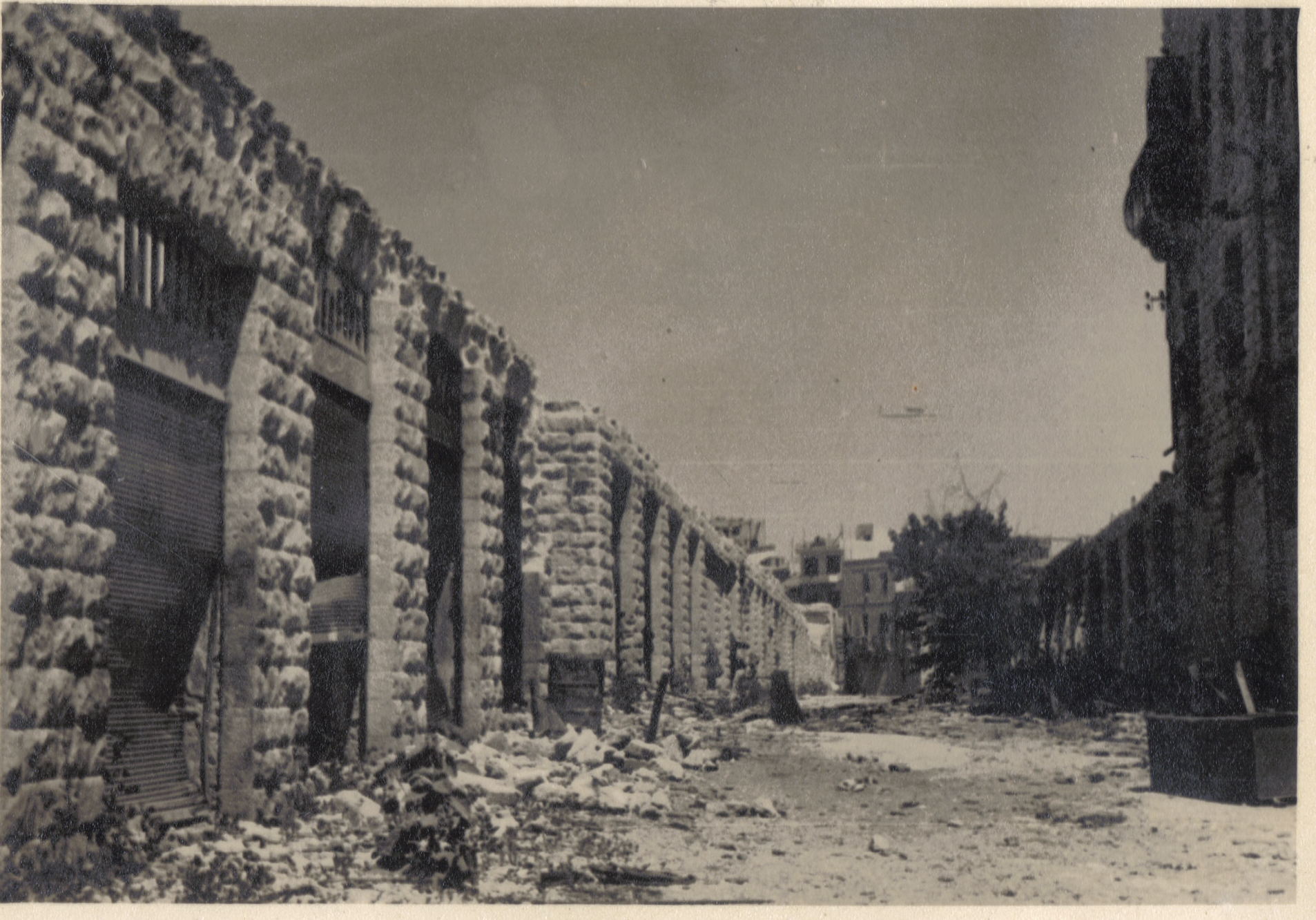
Мамилла в руинах, ок. 1949

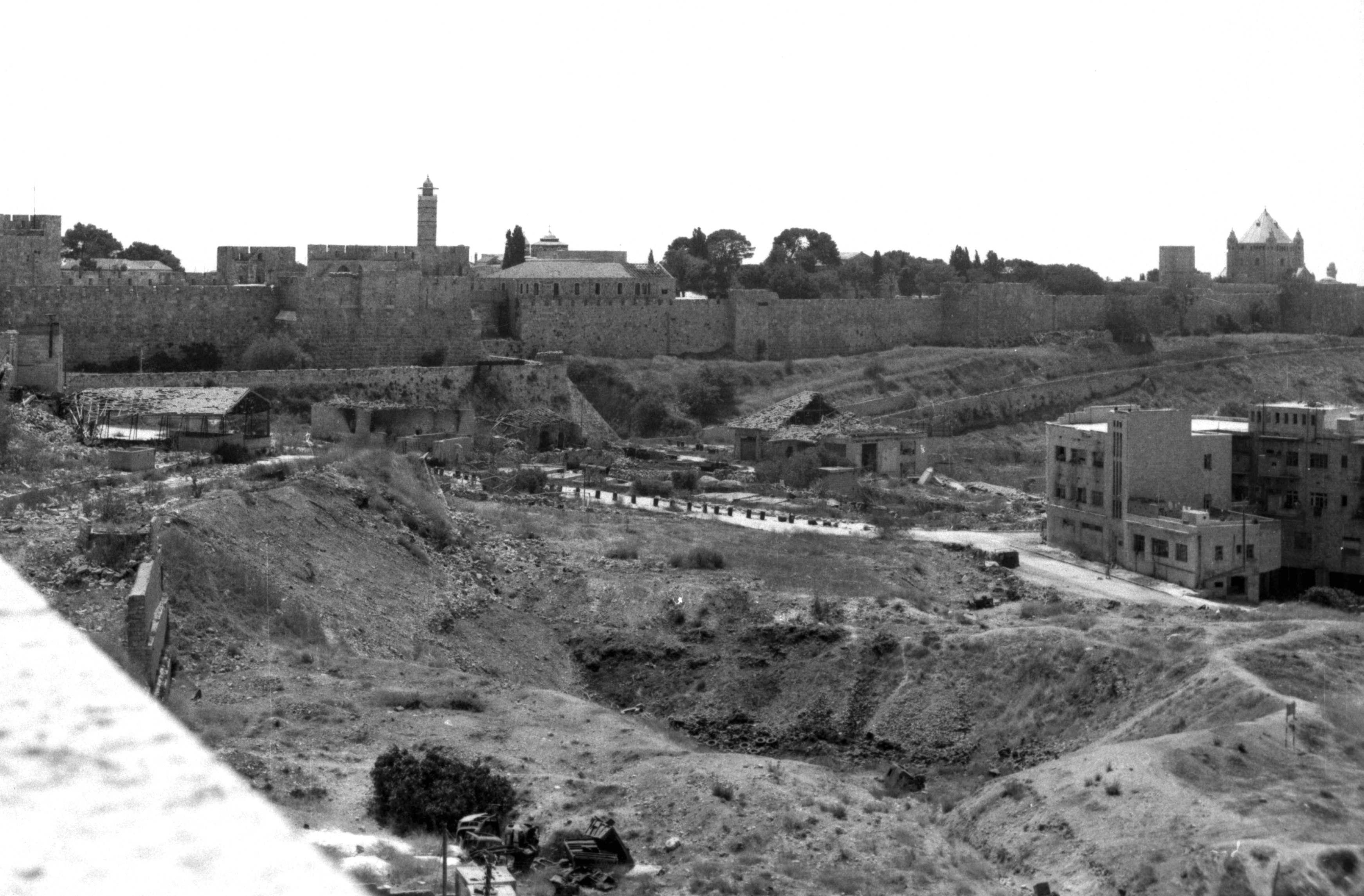
Ничейная земля в Иерусалиме, между Израилем и Иорданией. На фотографии (сделанной приблизительно в 1964 году) изображены стена Старого города, Успенское аббатство (в крайнем правом углу) и Башня Давида (в центре слева). Кадр снят из здания геологического факультетаЕврейского университета в Иерусалиме, который теперь расположен на улице Мамилла.

После утверждения плана раздела ООН 1947 года арабская толпа обыскала и сожгла большую часть района и напала на нескольких еврейских жителей в ходе беспорядков в Иерусалиме 1947 года, одного из событий, приведших к многолетнему застою в этом районе.

### Иорданский период
Когда началась арабо-израильская война 1948 года, расположение района между израильскими и иорданскими силами сделало его зоной боевых действий, что привело к бегству как еврейских, так и арабских жителей. 22 мая 1948 г. консул США Томас С. Уоссон был убит вскоре после того, как покинул консульство Франции в районе Мамилла. После подписания Соглашений о перемирии 1949 года и раздела Иерусалима, три четверти западных районов Мамиллы, а восточный квартал стал «ничейной землей», окруженной колючей проволокой и бетонными баррикадами между израильскими и иорданскими линиями. Активная и враждебная граница подвергла Мамиллу атакам иорданских снайперов и партизан, и даже камням, брошенным арабскими легионерами из стен Старого города. Этот район был одним из нескольких приграничных районов города, где произошел резкий спад, и впоследствии он стал домом для многодетных бедных семей новых иммигрантов, а также грязной легкой промышленности, такой как ремонт автомобилей. В этот период в Мамилле жители были в основном курдскими иммигрантами и их израильскими детьми.

### Планы воссоединения и обновления города
После Шестидневной войны муниципальные границы Иерусалима были расширены таким образом, чтобы включить Старый город и за его пределы. Баррикады, которые обозначали границу, были снесены. Многие здания на восточной оконечности Мамиллы были разрушены из-за боевых действий и отсутствия технического обслуживания. Несколько исторических зданий были экспроприированы . Одним из них был Дом Стерна, в котором находился сионистский лидер Теодор Герцль во время своего визита в 1898 году. Тем не менее, народный протест вмешательство Верховного суда, что привело к временному демонтажу и повторной сборке неподалеку от этой исторической достопримечательности.

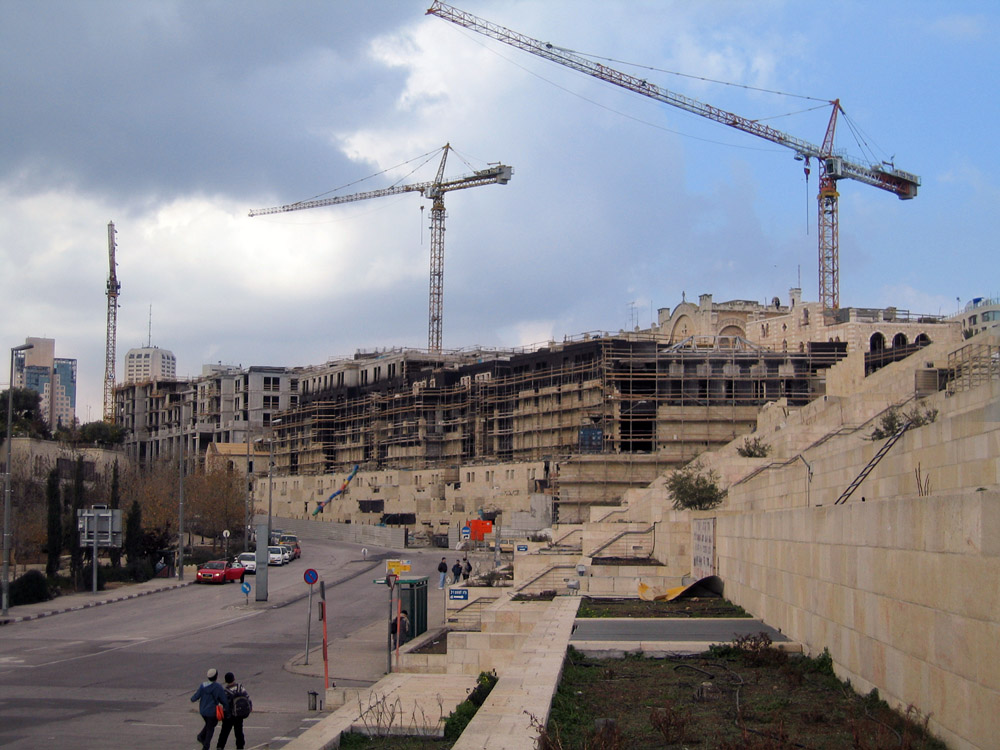
Терраса и каменный гараж в Иерусалиме и стройка на заднем плане, январь 2007

В 1970-е годы были разработаны многочисленные предложения по реабилитации района. Он был обозначен как зона первоочередной важности восстановления. Администрация, ответственная за сохранение и строительство в Старом городе, также приняла Мамиллу под свою юрисдикцию. Генеральный план 1972 года для оживления центра города передал 100 из 120 дунамов муниципальной фирме «Карта», возглавляемой архитекторами Гилбертом Вейлем и Моше Сафди. Фирма взяла на себя ответственность за проект и призвала разрушить почти все здания, кроме французского хосписа Сент-Винсент де Поль. План предусматривал создание подземной уличной системы, надземных зданий офисов и магазинов, пешеходной набережной, парковки на 1000 автомобилей и автовокзала.
Хотя мэр Тедди Коллек оказал полную политическую поддержку этому плану, но он вызвал массовую критику со стороны городского правительства. Когда заместитель мэра Мерон Бенвенисти заказал более консервативный план под руководством архитектора Дэвида Кроянкера, основанный на фададизме, мэр немедленно отказался от него без каких-либо обсуждений. «Карта» выселила 700 семей, коммунальных учреждений и предприятий, разместив их в тогдашних развивающихся кварталах Бака и Неве Яакова, и перенесла промышленность в Тальпиот, зародыш нынешней промышленной зоны . Выселения обошлись израильскому правительству в более чем 60 миллионов долларов и были завершены только в 1988 году, когда Мамилла перестала существовать как квартал, и вместо этого стала «составной частью», намеченной для будущего строительства.

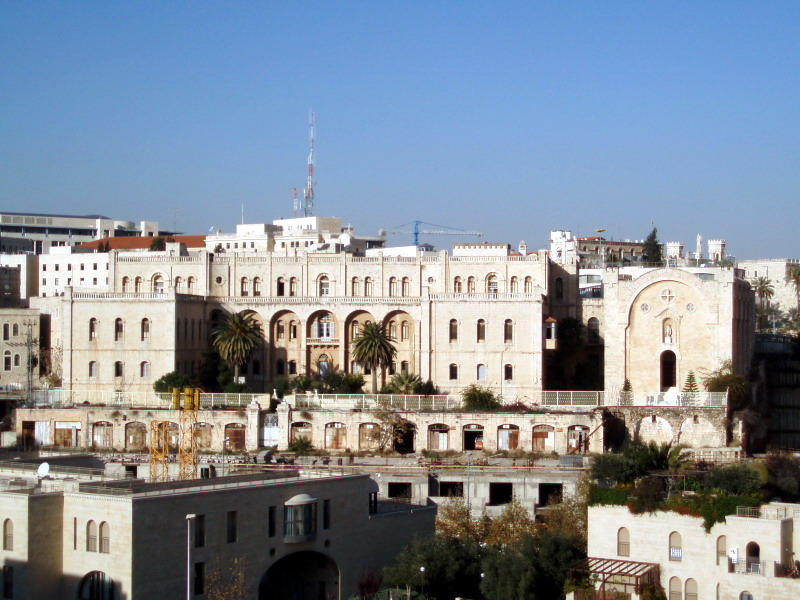
Хоспис Сент-Винсент де Поль, Мамилла

Выселенные жители были в основном еврейскими иммигрантами из арабских государств, чье слабое финансовое положение делало их уязвимыми для плана Коллека. Последующее резкое увеличение стоимости недвижимости в бывших бедных районах, таких как Мамилла, недалеко от бывшей линии перемирия и Старого города, было воспринято выселенными евреями-мизрахи как несправедливость. Это стало ключевой проблемой в 1970-х годах, когда произошли социальные потрясения в Израиле и возникло движение Черных Пантер в Израиле.

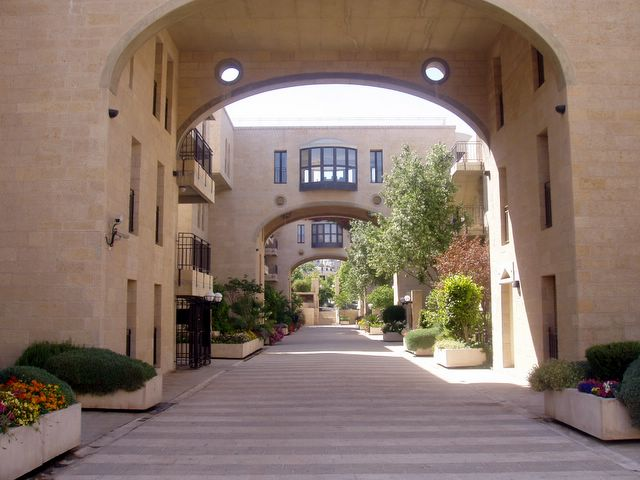
Элитные апартаменты в David’s Village перекликаются с арками и переулками Старого города

В 1986 году, после 16 лет споров, в течение которых недостроенный проект Mamilla оставался бельмом на глазу в центре города, был продвинут пересмотренный план, разработанный архитектором Моше Сафди, включающий элементы консервативного дизайна Кроянкера. Новый план предусматривал разделение комплекса на четыре зоны: торговый центр под открытым небом со смешанными 3-6-этажными зданиями и многоэтажной автостоянкой, жилым домом с террасами и двумя отелями вдоль его границы с центром города. Британская Ladbroke Group plc, контролирующая Hilton Hotels Corporation, выиграла тендер на строительство основного отеля проекта (первоначально Hilton Jerusalem, а теперь David Citadel Hotel), которое она построила как элитное закрытое сообщество под названием David’s Village (ивр. כּֽפָר דָּוִד‎ Kfar David).
Многочисленные споры между «Картой» и Ladbroke привели к тому, что британская фирма вышла из проекта, а её акции перешли компании Alrov.
Тем не менее, дальнейшие возражения, в том числе со стороны религиозных групп, выступавших против создания зоны развлечений, расположенной так близко к Старому городу, и возможного нарушения иудейских религиозных правил, ограничивающих активность по субботам,
не позволили продолжить строительство. Alrov и «Карта» обвиняли друг друга в нарушении договора и предъявляли иски друг другу. Строительство возобновилось только через несколько лет. 28 мая 2007 года состоялось открытие первого этапа торгового центра и части 600-метровой набережной. Завершение остальной части набережной, перестройка Дома Стерна и остальное строительство, включая пятизвездочный второй отель на 207 номеров, было запланировано завершить весной 2008 года.
Как и в нескольких других роскошных кварталах города, квартиры в комплексе David’s Village в основном принадлежат иностранцам, которые посещают их всего несколько дней или недель в году. Критики утверждают, что это формирует город-призрак в центре Иерусалима.
Мамилла также является местом, где планируется построить Центр человеческого достоинства Центра Симона Визенталя. Этот проект вызывает споры, потому что его строительство затронет часть старого мусульманского кладбища.

## Торговый центр Мамилла

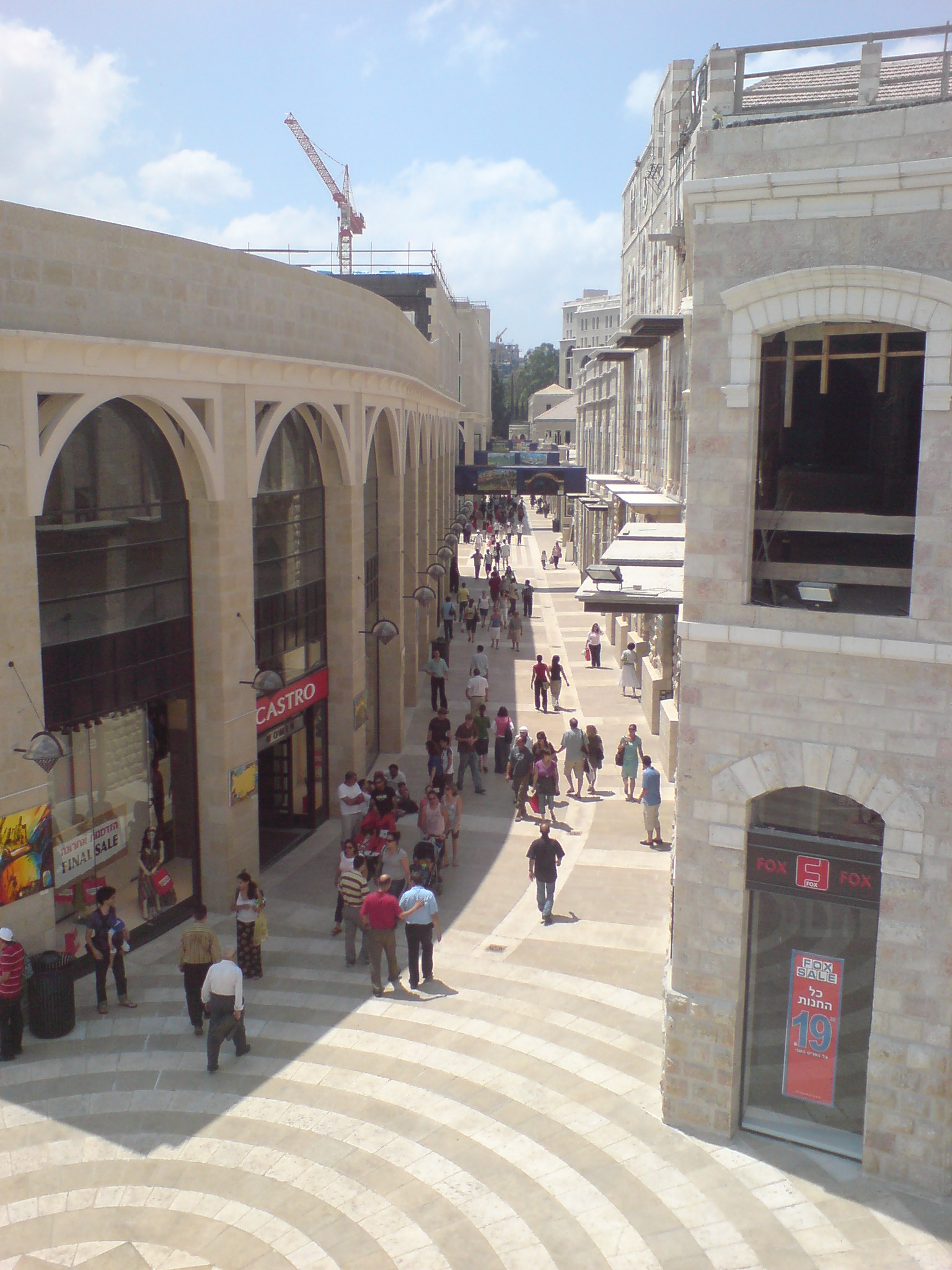
Торговая улица Мамиллы

Торговый центр Mamilla стоимостью 150 миллионов долларов рекламируется как роскошное место в стиле Лос-Анджелесского Родео-Драйв или The Grove. Его коммерческие площади сдаются в аренду по цене от 40 до 80 долларов за квадратный метр 140 предприятиям, включая международные бренды, такие как Rolex, MAC, H.Stern, Nike, Polo Ralph Lauren, Nautica, bebe и Tommy Hilfiger, а также местные сети, такие как Castro, Ронен Хен, Стеймацки Букс и Кафе Римон. Торговый центр также планирует разместить театр IMAX. Первый магазин Gap в Израиле открылся в Mamilla Mall в августе 2009 года.

## Фонтан Тедди
Фонтан Тедди открыт на склоне долины в 2013 году.

## Известные жители
- Ури Мальмилиан (род. 1957), футболист и менеджер.

## Рекомендации
1. ↑  Мамилла (район Иерусалима). ЕЖЕВИКИ - EJWiki.org - Академической Вики-энциклопедии по еврейским и израильским темам. Дата обращения: 12 июля 2022. Архивировано 11 сентября 2019 года.
2. ↑  Мамила. Иерусалим. Города Израиля. Дата обращения: 8 января 2019. Архивировано 9 января 2019 года.
3. 1 2 3 4 5 6 7 8 9 10  Zohar, Gil (24 мая 2007). Long-awaited luxury. The Jerusalem Post. Архивировано 26 июня 2018. Дата обращения: 21 августа 2014.
4. 1 2 3 4 5 6 7  Schwiki, Itzik. The Total Experience from Dismantling and Rebuilding Teaches that This is a Highly Dubious Way of Preservation (ивр.). 02net (8 февраля 2005). Дата обращения: 20 июля 2007. Архивировано 26 марта 2005 года.
5. ↑  ПРУД МАМИЛЛА. ПУТЕВОДИТЕЛЬ ПО ИЗРАИЛЮ. Дата обращения: 8 января 2019. Архивировано 5 ноября 2017 года.
6. 1 2 3  Roman aqueducts: Pools in Jerusalem (Israel). www.romanaqueducts.info. Дата обращения: 9 января 2019. Архивировано 24 июня 2018 года.
7. ↑   Йосси Нагар, Остатки скелета человека из пещеры Мамилла, Иерусалим, Израильское управление древностей. Получено 12.9.2013. [Www.antiquities.org.il/article_Item_eng.asp?sec_id=17&sub_subj_id=179]
8. ↑   Ронни Рейх, «Бог знает их имена»: в Иерусалиме открыта братская могила . В обзоре библейской археологии (BAR) том. 22 № 2, март / апрель 1996 г., стр. 26-33, 60. Получено 11 сентября 2013 г.  Архивная копия от 11 октября 2016 на Wayback Machine
9. ↑   Матиас Пиана, Burgen und Städte der Kreuzzugszeit, Michael Imhof Verlag, 2008, p. 322
10. ↑   Мусульманские святыни в Израиле: Турбас в Иерусалиме: Турбат эль-Кубакия. Получено 5 сентября 2013 г.  Архивная копия от 18 ноября 2016 на Wayback Machine
11. ↑  Cidor, Peggy (27 августа 2009). From prosperity to decay and back again. The Jerusalem Post. Архивировано 27 июня 2018. Дата обращения: 21 августа 2014.
12. ↑  Kroyanker, David (1 апреля 2007). Heart and soul of Jerusalem. Haaretz. Архивировано 25 сентября 2015. Дата обращения: 21 августа 2014.
13. 1 2  Kroyanker, David (22 марта 2006). בשנה הבאה, בממילא הבנויה. Haaretz (иврит). Архивировано 26 июня 2018. Дата обращения: 21 августа 2014.
14. 1 2 3  Ambitious hotel-shopping complex going up in Jerusalem. j. 25 мая 2007. Архивировано 26 августа 2014. Дата обращения: 21 августа 2014.
15. 1 2  Orit Arfa (8 июня 2007). History and trends blend in Jerusalem as deluxe mixed-use center opens in historic area. Jewish Journal. Архивировано 5 марта 2016. Дата обращения: 21 августа 2014. (video tour)
16. ↑  Marcus, Lori Lowenthal (28 февраля 2006). A faux controversy - and ironic too. The Jerusalem Post. p. 15. Архивировано 5 сентября 2018. Дата обращения: 21 августа 2014.
17. ↑   Ронен Чен Магазины Архивная копия от 21 июля 2016 на Wayback Machine
18. ↑  Cashman, Greer Fay. Filling the GAP at Mamilla. The Jerusalem Post (28 августа 2009). Дата обращения: 23 августа 2014. Архивировано из оригинала 21 сентября 2014 года.HighBeam subscription
19. ↑  Gradstein, Linda (27 сентября 2013). New Teddy Fountain in Jerusalem attracts thousands. Heritage Florida Jewish News. Архивировано 26 июня 2018. Дата обращения: 20 октября 2014.